# Latinka
A Latinka magyar eredetű női név, jelentése: latin.[forrás?]

## Gyakorisága
Az 1990-es években nem volt anyakönyvezhető, a 2000-es években nem szerepel a 100 leggyakoribb női név között.

## Névnapok
- október 4.[forrás?]

## Külső hivatkozások
- Az MTA Nyelvtudományi Intézete által anyakönyvi bejegyzésre alkalmasnak minősített utónevek jegyzéke